# Sphenodon punctatus
Il tuatara (Sphenodon punctatus) (Gray, 1842) è un rettile endemico della Nuova Zelanda, unico rappresentante sopravvissuto dell'ordine dei Rincocefali.
Il nome comune è una parola di origine maori che significa aculei sul dorso; è chiamato anche sfenodonte o hatteria.

## Descrizione
I tuatara possono essere lunghi fino a 60 cm e arrivare a pesare 1300 g nei maschi, mentre le femmine, di dimensioni più modeste, sono lunghe circa 50 cm e pesano solitamente sui 550 g. 
Nonostante siano superficialmente simili a delle lucertole, i tuatara se ne discostano per alcune caratteristiche fisiche: per esempio, essi sono privi di membrana timpanica esterna, sono provvisti di estensioni uncinate su alcune coste (come negli uccelli) e inoltre presentano due ampie aperture ai lati del cranio dietro e sopra la cavità che ospita il globo oculare. Nel maschio è assente l'organo copulatore.
I tuatara, inoltre, posseggono il "terzo occhio", ovvero un complesso organo posto sulla sommità del capo (che nelle prime fasi di vita del rettile è ricoperto di squame).
Quest'organo è presente anche in molti sauri, ma mentre in questi ultimi il "terzo occhio" serve per regolare la temperatura corporea,  l'utilità di quest'organo nel tuatara è quello di captare la luce di notte.
Questi rettili possiedono all'interno della loro specie una vasta varietà di colorazioni della pelle, dal rosso mattone al verde oliva, e come le lucertole sono in grado di liberarsi della loro coda (fenomeno detto autotomia) per confondere i predatori e fuggire.
La coda ricrescerà però di una pigmentazione diversa rispetto al colore originario.
I tuatara sono rettili nei quali il dimorfismo sessuale (ovvero le differenze fisiche tra i due sessi) è molto accentuato: il maschio possiede, infatti, una testa più grossa, un addome più stretto e una cresta di spine arrotondate dietro la testa e al centro del dorso, mentre nella femmina questa è poco sviluppata.

## Biologia

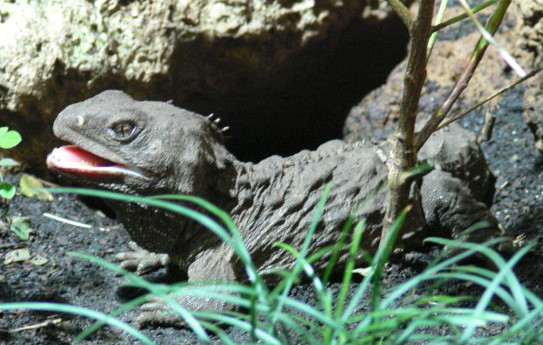
Tuatara nascosto fra le rocce

I tuatara sono animali notturni, che abitano in tane che accolgono un solo esemplare, e sono particolarmente attivi tra i 17 °C e i 20 °C (temperature ancora troppo basse per altri rettili). La loro attività è inoltre regolata dagli agenti atmosferici (ad esempio, dato che gli sfenodonti soffrono molto la disidratazione, sono particolarmente attivi durante le giornate piovose dopo una lunga siccità).
Il tuatara trascorre le ore del giorno nelle cavità delle rocce, che spesso divide con una procellaria. Poiché lo spazio è poco, i due animali hanno imparato a vivere in comune: la procellaria costruisce il nido e il tuatara, formidabile divoratore di insetti, provvede a tenerlo pulito. Così due animali molto diversi possono convivere in armonia.
Durante la notte, invece, questo animale va a caccia delle sue prede (principalmente vermi, lumache e insetti, ma non disdegna granchi o pesciolini arenati) in mezzo alle rocce o sulla spiaggia; per stanare il cibo scava la sabbia con le zampe anteriori o smuove le rocce nascoste. Questi rettili mangiano un po' di tutto: nidiacei, uova e adulti di molte specie di uccelli marini, oltre che molti insetti, come lo weta, una grossa specie di cavalletta molto comune in Nuova Zelanda. Lo sfenodonte caccia tramite appostamento, catturando la prima preda commestibile che gli passa davanti: se questa è piccola, l'afferra con la lingua inghiottendola intera, mentre se è più grande e coriacea esso la smembra con i denti. Questo rettile, infatti è dotato di una sola fila di denti nella mandibola che si incastra con una doppia fila di denti nella mascella; caratteristica unica tra le specie animali viventi.
Durante l'inverno e la primavera si iberna, per risvegliarsi solamente all'inizio di giugno.
Nella stagione riproduttiva i maschi delimitano il proprio territorio e si mettono in mostra per attirare eventuali compagne. Quando due maschi rivali si incontrano, possono confrontarsi con rituali e lotte. 
Nel primo caso, i tuatara si allineano fianco a fianco spalancando lentamente la bocca e richiudendola con uno scatto. Se ciò non sortisce effetto, inizia la vera e propria lotta con morsi e trascinamenti.
L'accoppiamento ha luogo tra la fine dell'estate e l'inizio dell'autunno australe (da gennaio a marzo).
La femmina depone da 2 a 15 uova in una tana da essa scavata. Queste uova, lunghe circa 3 cm e rivestite di un guscio membranoso, schiuderanno solo dopo 13-15 mesi. Le uova non contengono albume e il tuorlo riempie tutto il guscio. Così come nei coccodrilli, i piccoli tuatara hanno sul muso una protuberanza (detta "dente da uovo") che li aiuta a fendere l'involucro dell'uovo per uscirne. I piccoli appena nati misurano da 15 a 17 centimetri di lunghezza.
Il sesso dei nascituri dipende dalla temperatura dell'incubazione: le uova più calde tenderanno a far schiudere tuatara maschi, quelle più fredde tuatara femmine. Le uova incubate a 21 °C hanno una probabilità del 50% di essere sia maschio che femmina, ma già a 22 °C, si ha l'80% delle probabilità che il cucciolo sia maschio. A 20 °C, c'è l'80% di probabilità che i cuccioli siano femmine; a 18 °C tutti i cuccioli saranno femmine.
Il tuatara è il rettile con il più lungo periodo di crescita: questo rettile aumenta le sue dimensioni fino ai 35 anni di età.
I tuatara sono tra gli animali più longevi, i maschi infatti possono vivere per più di 100 anni.

## Distribuzione e habitat

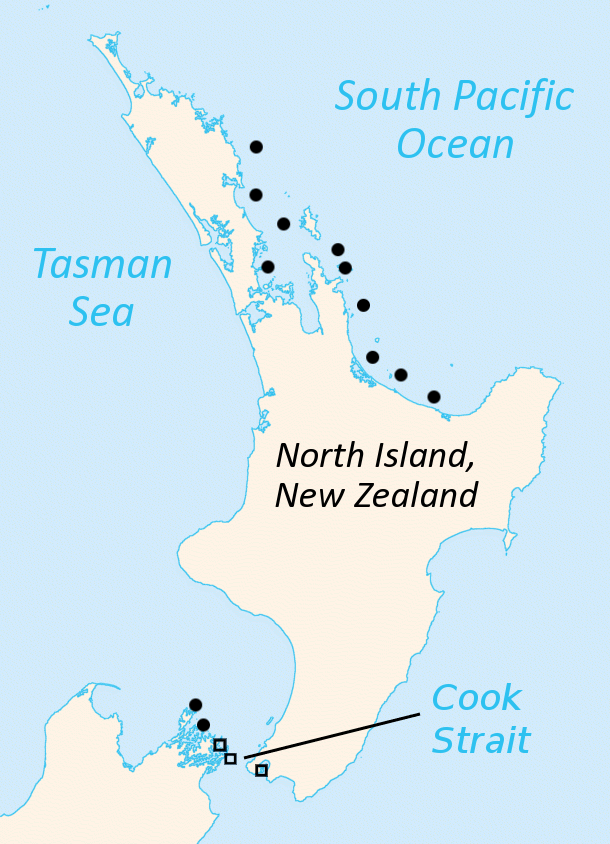
La distribuzione dei tuatara (in nero): I cerchietti rappresentano i tuatara dell'Isola del Nord, Nuova Zelanda, mentre i quadratini rappresentano i tuatara delle Brothers Island.

Il tuatara vive esclusivamente nelle piccole isole al largo dell'Isola del Nord, in Nuova Zelanda. 
Originariamente diffuso su tutte le isole neozelandesi, fu sterminato dall'avvento di ratti, faine, donnole e cani, che furono introdotti durante la colonizzazione umana a partire dai polinesiani fino ad arrivare agli europei; oggi se ne contano appena 60000 esemplari. Attualmente, la specie è stata dichiarata protetta, e si sta studiando il reinserimento in natura; grazie soprattutto agli zoo di Hamilton e di Wellington, si potranno forse ripopolare le isolette in cui, un tempo, era presente il tuatara. Anche il Mount Bruce National Wildlife Centre, importante riserva di animali selvatici propri della Nuova Zelanda, sta studiando un programma di accoppiamento in cattività per questi rettili.

## Tassonomia
In passato le popolazioni delle Brothers Islands venivano inquadrate come una specie a sé stante (Sphenodon guntheri); recenti studi genetici hanno concluso che non vi sono elementi per considerarle come specie separata.

## Conservazione
Nel corso degli ultimi 150 anni, i tuatara si sono estinti su dieci isole neozelandesi a causa della distruzione del loro habitat e dell'introduzione da parte dell'uomo di specie "aliene" (come maiali, cani e gatti).
Delle 30 popolazioni rimaste, 8 sono minacciate da un tipo di ratto (Rattus exulans) introdotto dall'uomo.

Nonostante ciò, il numero di tuatara oggi è stabile anche grazie all'intervento del governo neozelandese (che per esempio ha ripulito una serie di isole dai predatori per la conservazione di questi rettili).